# Puig dels Simonets
El Puig dels Simonets és una muntanya de 596 metres que es troba al municipi de Cadaqués, a la comarca catalana de l'Alt Empordà.